# Yeah! (chanson)
 (août 2025).
Si vous disposez d'ouvrages ou d'articles de référence ou si vous connaissez des sites web de qualité traitant du thème abordé ici, merci de compléter l'article en donnant les références utiles à sa vérifiabilité et en les liant à la section « Notes et références ».
Pour les articles homonymes, voir Yeah!.
Singles de Usher
I Need a Girl (Part. one)
(2002) Burn
(2004)
Yeah! est le tout premier single de l'album Confessions d'Usher sorti le 10 janvier 2004. C'est un mélange de RnB, de rap et de crunk produit par Lil' Jon et en collaboration avec le rappeur Ludacris.
Ce nouveau style est appelé crunk'n'b (contraction de crunk et de RnB) et devient un phénomène populaire comme l'atteste d'autres chansons du même style comme Goodies de Ciara ou Girlfight de Brooke Valentine toutes produites par Lil' Jon.
Ce titre a eu un très grand succès commercial partout dans le monde et notamment dans les boîtes de nuit. À noter que le même trio (Lil Jon, Usher et Ludacris) ont à nouveau collaboré quelques mois plus tard, sur l'album de Lil' Jon cette-fois, sur le titre Lovers & Friends qui est une sorte de ballade crunk'n'b.
clip vidéo réalisé par  Director X,   filmé en novembre 2003,  montre des artistes exécutant une chorégraphie dans un club devant des rayons laser bleus. "